# Міколай Малдрик
Міколай Малдрик або Малджик від пол. Małdrzyk гербу Порай (1380-ті, Кобеле-Великі — до 1439) — державний діяч, дипломат Великого князівства Литовського. Писар (1412—1430) і канцлер великий литовський (1429).

## Життєпис
Представник збіднілого шляхетського роду Малдриків (Малджиків) гербу Порай. Писався у документах «з Кобель» — походив із села Кобеле-Великі Радомського повіту Сєрадзького воєводства, ймовірно там і народився. Був одним із перших студентів відновленого Краківського університету з 1401 року.
Вважається, що кар'єру почав як дворецький польської королеви Ядвіги. На початку XV століття влаштувався до канцелярії великого князя Вітовта, протягом 1412-1415 років був писарем, зокрема, 31 грудня 1412 року склав привілей Вітовта на надання Віленському капітулу волості Уборть. Протягом 1420-1430 років без перерви він виступав як господарський писар і секретар канцелярії, дипломат, здебільшого відповідав за діяльність княжої канцелярії та канцелярії посольств. Займав першість серед інших писарів господарської канцелярії (фактично був канцлером, про що свідчить документ 1429 року). Дослідник Юзеф Вольф висловив припущення, що Малдрик був приватним канцлером Вітовта. Цю гіпотезу підтримав також І. І. Лаппо. Вона ґрунтується на листі секретаря імператора Священної Римської імперії Каспера Слігека до великого магістра Пауля фон Русдорфа від 17 квітня 1429 року, у якому він називає Малдрика «нім. cantzler und secretarim» — канцлером і секретарем водночас. Проте, канцлерство Малдрика не підтверджується іншими джерелами, адже у всіх листах, які виходили з канцелярії Вітовта, він фігурує як секретар.
Міколай Малдрик разом Міколаєм Сепєнським, Міколаєм Цебулькою та Міколаєм Шльонкою з Рудки були відзначені гідністю радників великого князя. Дослідниця Лідія Корчак бачить у цій команді придворних навіть спробу створити таємну князівську раду за зразком інституції, створеної Сигізмундом Люксембурзьким. Вони виконували функції секретарів, здійснювали дипломатичні поїздки від імені свого володаря та реалізовували його політику, не завжди відповідну польським національним інтересам.
Міколай Малдрик виконував численні дипломатичні місії. У травні 1425 року проводив переговори з Тевтонським орденом про прикордонні проблеми. 1429 року неодноразово виїжджав у посольства до Сигізмунда Люксембурзького, того ж року разом із віленським воєводою Юрієм Гедигольдом, маршалок Румбольдом Волимонтовичем був послом до Ягайла у справі коронації Вітовта. 1430 року на з'їзді з поляками, проведеному за посередництва Ордену, інтереси Вітовта представляли Румбольд, новогрудський намісник Петро Монтигердович, двірський маршалок Ян Гаштольд, секретарі князя Міколай Сепєнський і Міколай Малдрик. Цього ж року разом із Міколаєм Цебулькою та єпископом віленським Мацеєм із Троків двічі їздив у посольство до краківського єпископа Збіґнєва Олешніцького.
Малдрик часто навідував Польщу, де володів низкою сіл і де проживала його дружина. Він здійснив численні інвестиції у своєму рідному місті Кобеле, зробив придбання в районі Хенцин та Більському повіті. Робота в княжій канцелярії та дипломатії призвела до широких комерційних контактів — контрагентами Малдрика були Пйотр Шафранець, підкоморій краківський і староста хенцинський, мазовецькі князі та король Владислав Ягайло. Він отримував від Вітовта багаті подарунки, позичав гроші навіть Ягайлу. Одного разу, коли Малдрик повертався з княжої служби до дружини й дітей у Польщу й уже був навантажений різними дарами, великий князь Вітовт наказав йому відрахувати 100 коп грошей на прощання. Велика княгиня Юліана Гольшанська дала зрозуміти своєму чоловікові, що він занадто щедро виснажує скарбницю. — Коли так, — сказав Вітольд, — то принеси йому ще 100 коп. Княгиня ще більше протестувала. — «ще 100 коп», — додав тоді Вітовт. Княгиня й цього разу не зупинилася; князь знову наказав привезти 100 коп. Це повторилося ще тричі. Лише коли щасливий Малдрик мав у себе 800 коп грошей, княгиня відмовилася від подальших виступів, а грайливий Вітовт — від подальших додатків.
Володів щонайменше чотирма селами біля Луцька — Печихвости, Михлин, Підбереззя та Скриголови.
Після смерті князя Вітовта Міколай Малдрик покинув Литву, всі отримані там маєтності та повернувся до своїх маєтностей у Польщі. Останні роки життя провів у господарчих клопотах. Імовірно, збудував парафіяльний костел у Кобеле. Позичив королю Владиславу 400 гривень, які були забезпечені Пйотркувською митницею, котру після смерті Малдрика 1439 року відібрав у його синів король Владислав III Варненчик.
Помер Міколай Малдрик перед 1439 роком у своїх маєтках у Польщі.